# Rue Mouffetard

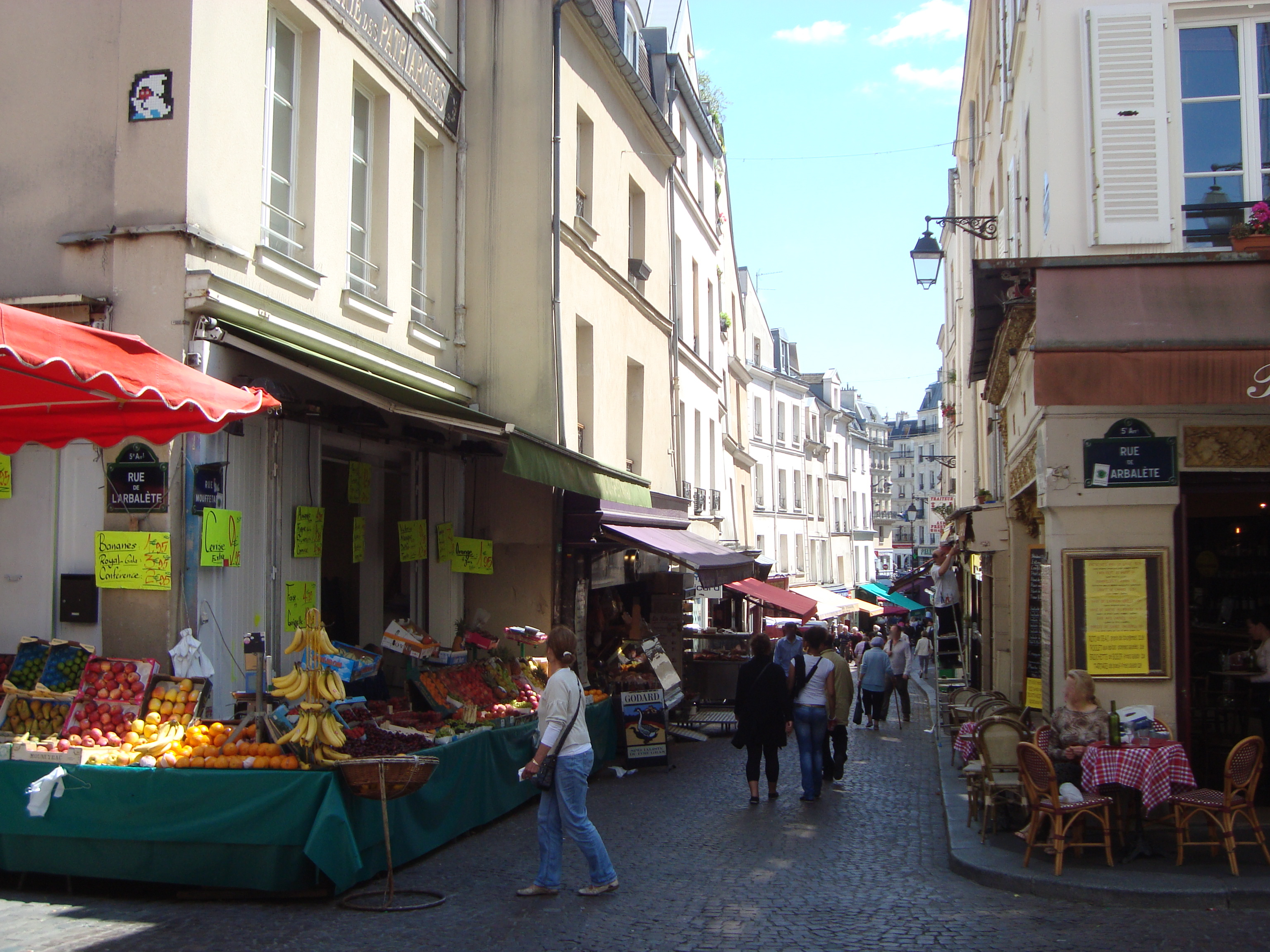
Calle Mouffetard.

La calle Mouffetard, (en francés: rue Mouffetard) es una calle parisina situada en V Distrito de la ciudad.
Situada en el quinto distrito (cinquième arrondissement) de París, la calle Mouffetard es una de las calles más viejas y vivaces de la ciudad. Actualmente, en esta área, uno puede encontrar muchos restaurantes, tiendas y cafés, además de un mercado de víveres al aire libre. En el centro de ésta, se encuentra la place de la Contrescarpe, en el cruce con la calle de Lacapede. En su extremo sur, se encuentra Le Square Saint-Médard, donde se sitúa un mercado permanente. En su extremo norte, en el cruce de la rue Thouin, ésta se convierte en la rue Descartes. Se trata de una calle principalmente peatonal, cerrada al tráfico de vehículos, la mayor parte de la semana.

## Orígenes del nombre
La calle Mouffetard se extiende por un costado de la montaña Santa Genoveva; colina que se llamaba "mont Cétarius" o "mont Cetardus" en la época romana: muchos historiadores consideran que "Mouffetard" es una derivación de este nombre preliminar. Durante siglos, la calle Mouffetard ha aparecido como calle Montfétard, Maufetard, Mofetard, Moufetard, Mouflard, Moufetard, Moftard, Mostard, y también calle Saint-Marcel, calle du Faubourg Saint-Marceau ("la calle del suburbio de Saint-Marceau") y la calle de la Vieille Ville de Saint-Marcel ("calle de la antigua aldea de Saint-Marcel").

## Historia
Los orígenes de esta calle son antiguos ya que datan de la época neolítica. Al igual que las actuales calles: Galande, rue Lagrange, rue de la Montagne Sainte-Geneviève y la calle Descartes, que era una calzada romana que se deriva de un sendero romano en Rive Gauche, ciudad del sur de Italia.
Desde la Edad Media, una iglesia localizada en cierto punto de esta carretera se convirtió en centro de un "burgo de Saint-Médard" (Saint-Médard pueblo), y desde 1724, se integró en París como la principal arteria de la "Faubourg Saint Médard".
La zona se mantuvo relativamente estable debido a su ubicación en la colina de Santa Genoveva, que la protegía de la reurbanización del barón Haussmann durante el reinado de Napoleón III.